# 羟基醛

羟醛物种的一般结构：当R^{3}为氢原子时，为β-羟基醛，否则为β-羟基酮。

在有机化学中，羟基醛（英文：Aldol，简称：羟醛）是一种由3-羟基酮或3-羟基醛组成的结构片段。由3-羟基酮构成的羟基酮称为β-羟基酮，由3-羟基醛构成的羟醛称为β-羟基醛。术语“羟醛”一般可指3-羟基丁醛。

## 合成与反应

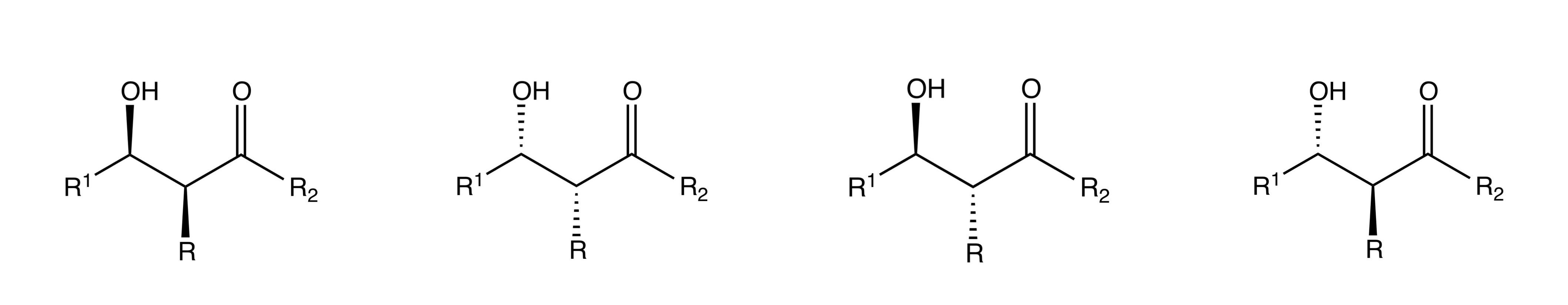
广义上羟基醛的异构体。

羟醛通常是羟醛加成的产物，即两个醛通过缩合反应的产物。醛醇的立体选择性合成是不对称合成的一个活跃领域。
羟醛可发生的化学反应主要为一类反应，即脱水反应：
RC(O)CH 2 CH(OH)R' → RC(O)CH=CHR' + H 2 O

## 应用
当两个醛分子反应形成羟醛（β-羟基醛）时，羟醛通常会因不稳定产生二级化合物。二级化合物可以是二醇、不饱和醛或不饱和醇。羟醛中的3-羟基丁醛是喹哪啶的前体化合物，喹哪啶则是染料喹啉黄SS的前体。
羟醛还可用作合成天然产物和药物的中间体。用于治疗流感的抗病毒药物奥司他韦的合成路线，涉及羟醛反应。
羟醛的结构片段通常存在于天然产物聚酮化合物中，其可用于制造抗生素。
羟基新戊醛是相对稳定的羟醛，这种化合物较为罕见。